# Xã Fox Lake, Quận Martin, Minnesota
Xã Fox Lake (tiếng Anh: Fox Lake Township) là một xã thuộc quận Martin, tiểu bang Minnesota, Hoa Kỳ. Năm 2010, dân số của xã này là 256 người.